# Сајта (Рагуза)
Сајта је насеље у Италији у округу Рагуза, региону Сицилија.
Према процени из 2011. у насељу је живело 241 становника. Насеље се налази на надморској висини од 467 м.